# 勧農城
勧農城（かんのうじょう）または岩井山城（いわいやまじょう）は、栃木県足利市岩井町の岩井山にあった中世の日本の城（平山城）。足利市指定史跡。

## 概要
渡良瀬川沿いの標高54.5メートル、比高20メートル程の三角形状の丘陵地の上に建てられた東西250メートル・南北300メートルほどの城で、最高地に本丸が築かれている。やや下がった南側に二の丸、その南東側には三の丸が築かれていた。ただし、城跡の東側は渡良瀬川の川筋の変化によって削られてしまっている。
勧農城とその周辺部の土層には縄文時代の遺跡である勧農遺跡が存在し、その調査との兼ね合いがあって1996年（平成8年）に勧農遺跡の調査が城跡の東側で行われた際に中世期の井戸跡やふいごなどの遺構が確認され、ついで2000年（平成12年）には城跡の調査が行われた。石垣の造成土中の組成や出土したかわらけから、伝承通りの室町時代後期の築城であることがほぼ確認された。

## 歴史
文正元年11月15日（1466年12月22日、「長林寺所蔵長尾氏系図」）、山内上杉家当主の関東管領上杉房顕の家臣長尾景人（鎌倉長尾氏）が足利将軍家の了承の元に、足利将軍家と古河公方足利成氏の争いの対象となっていた下野足利庄の代官として派遣されて現地入りし、岩井山に勧農城を築いた。以後、景人の系統は「足利長尾氏」と称する。
勧農城は享徳の乱において、成氏の勢力の下にある下野における上杉方の唯一の根拠地であり、ここを拠点として下野進出を図りたい上杉氏とここの奪還して足利庄と下野の支配権を確かなものとしたい古河公方軍との攻防の最前線となった。長享元年（1487年）、景人の息子景長の陣代であった長尾房清（景人の弟、ただし足利長尾氏当主であったとする説もある）が、扇谷上杉家の上杉定正と結んで山内上杉家に反抗の姿勢をみせたために山内上杉家の当主である関東管領上杉顕定に勧農城を攻撃され、山内・扇谷両上杉氏による長享の乱のきっかけとなった。
その後、成長した景長は本拠地を足利城に移したために支城となり、天正18年（1590年）に後北条氏に味方した足利長尾氏が豊臣政権によって所領を奪われると、廃城になったとみられている。